# Isoperla szczytkoi
Isoperla szczytkoi är en bäcksländeart som beskrevs av Edward Bagnall Poulton och Stewart 1987. Isoperla szczytkoi ingår i släktet Isoperla och familjen rovbäcksländor. Inga underarter finns listade i Catalogue of Life.